# Aatos Jaskari
Aatos Jaskari (26. dubna 1904, Nurmo - 16. března 1962) byl finský zápasník, věnoval se oběma stylům. Byl členem sportovního klubu Nurmon Jymy.
V roce 1932 startoval na olympijských hrách v Los Angeles v obou stylech a to v nejlehčí, tedy bantamové váze. V zápase řecko-římském vypadl ve druhém kole. O poznání lépe se mu dařilo ve volném stylu, ve kterém vybojoval bronzovou medaili. V roce 1936 na hrách v Berlíně vybojoval ve stejné kategorii 5. místo.
Zápasu se věnoval také jeho syn Tauno Jaskari.